# دب فرموزي أسود
الدب الفرموزي الأسود هو سلالة منتمية لنوع الدب الأسود الأسيوي، وهي حيوانات مستعمرة لدولة تايوان، وقد تم إجراء تصويت لأكثر الحيوانات تمثيلا في تايوان وفاز بهذا اللقب الدب الأسود الفورموزي. وتعتبر من أكبر الحيوانات البرية في آسيا وهو حيوان أصلي في تايوان.
بسبب الإستغلال وتدهور الموائل في العقود الأخيرة، ظلت أعداد الدببة الفرموزية بالانخفاض مما أدى إلى إدراجه في ملحق «خطر» في إطار التراث الثقافي تايوان والحفاظ على القانون، في عام 1989.
يقتصر التوزيع الجغرافي للدب الفرموزي في المناطق النائية والوعرة على ارتفاعات تصل إلى 1،000-3،500 متر.

## الخصائص الفيزيائية

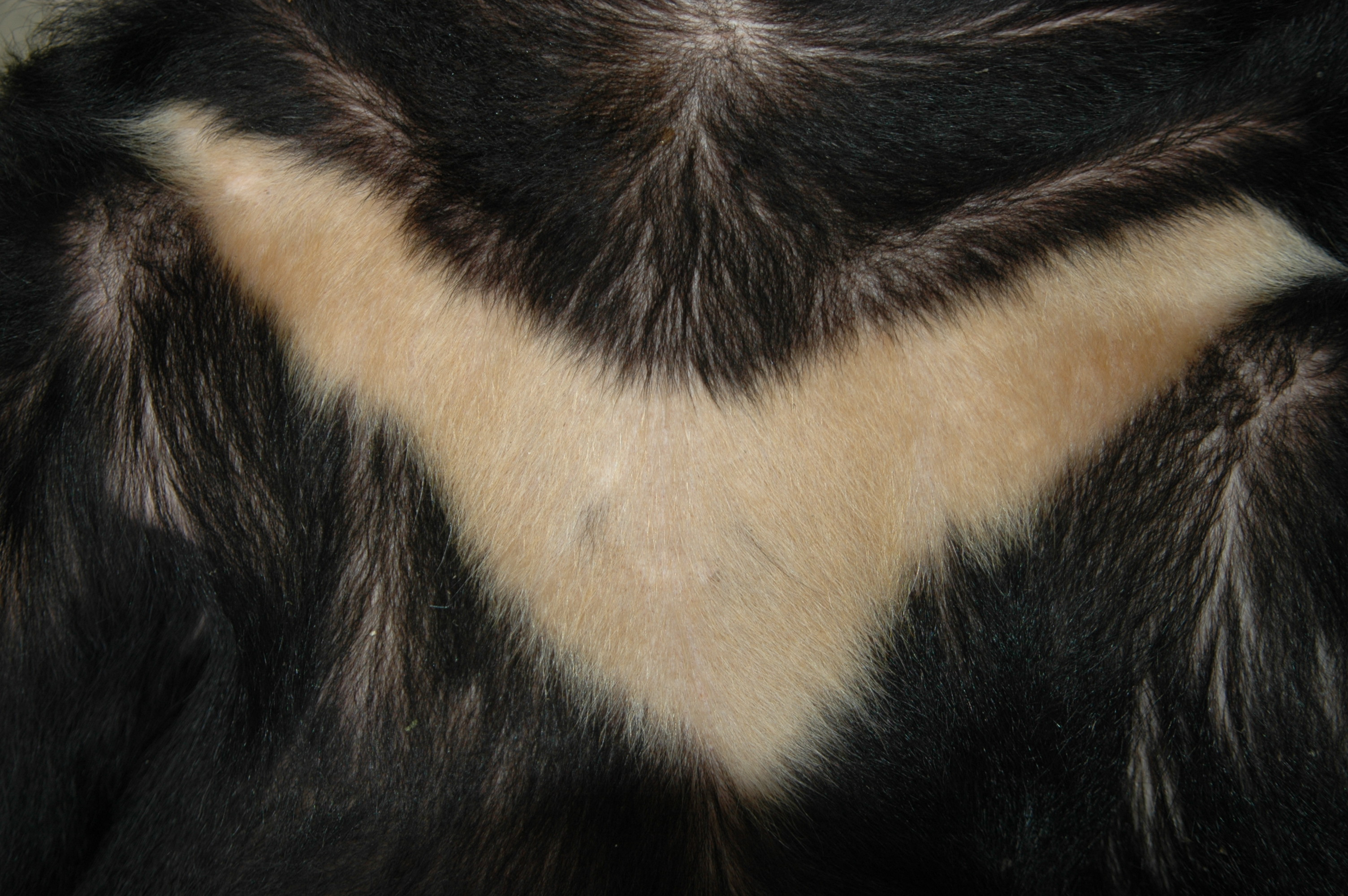
هالة "v" المميزة

- الدب الفرموزي الأسود هو حيوان ذا بتية ثابتة، قصير القامة.وباختصار عيون صغيرة وأنف طويل، خطمه يشب خطم الكلاب وبه يسمى عادة خطم الكلب، ذيله صغير وقصي وغير واضح ويصل عادة إلى 10 سم. يمتلك شعرا أسودا خام إلى اللامع والتي يمكن أن تنمو أكثر من 10 سم طويلة حول الرقبة، وأهم مايميز هذا الحيوان هالة على رقبته بيضاء إلى مصفرة التي لها شكل حرف "v" أو هلال وهو مأدى إلى حصوله على لقب دب القمر.

## الغذاء

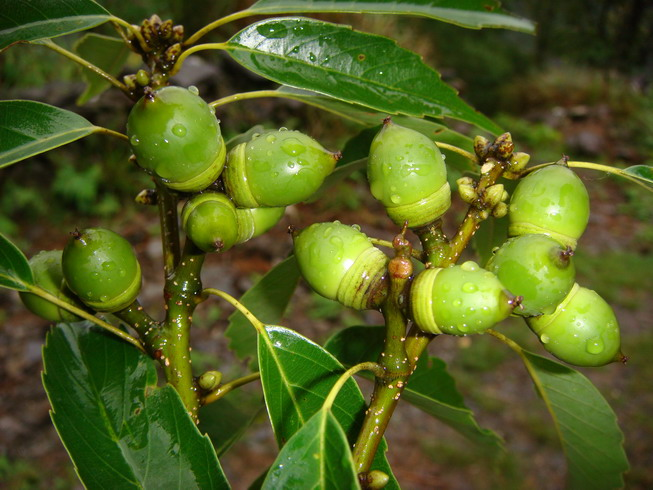
فواكة التي يأكلها الدب

- الدب الفرموزي يتغذى أساسا على الأوراق والبذور والبراعم والفواكه، على الرغم أنها تأكل أيضا الحشرات والحيوانات الصغيرة والجيف. الغذاء الرئيسي للدب في حديقة الوطنية يوشان يشمل النباتات النضرة في فصل الربيع، الفواكه الغنية بالكربوهيدرات في الصيف، وصاري محملة الدهون (مثل البلوط والجوز) في فصلي الخريف والشتاء.

## الموائل والسلوك
- تعيش الدببة السوداء في الجبال الشاهقة والتي تصل عادة إلى 1000 م، وفي فصل الشتاء تقضي السبات مثل باقي الدببة السوداء الباقية في المناطق المعتدلة، وهي تتحرك في المرتفعات المنخفضة للبحث عن الطعام.
- تنشط الدببة السوداء بنسبة 54-57 ٪ من ساعات النهار، وهي أكثر نشاطا خلال فصل الصيف (60 ٪) وفصلي الخريف والشتاء (60 ٪) وتنخفض في الربيع (47 ٪). فهي في المقام الأول تنشط خلال النهار في فصلي الربيع والصيف، وتنشط بشكل متزايد في الليل في فصلي الخريف والشتاء عندما يكون الجوز وفير. وهي حيوانات انفرادية، وعادة ماتتحرك بشكل واسع ماعدا خلال موسم التزاوج أو تربية الصغار.
- على الرغم من أنها تبدو بطيئة وخرقاء، ولا يمكن للدببة السوداء الفرموزية تفوق على البشر بسهولة، فإنها يمكنها الجري بسرعة 30-40 كم / ساعة. وهي ماهرة في السباحة وتسلق الجبال، ولكنها تتجنب البشر وتهرب منهم على الرغم من أن الدببة يمكن أن تصبح عدوانية، ونادرا ما يهاجمون البشر من دون أي استفزاز.

## التزاوج

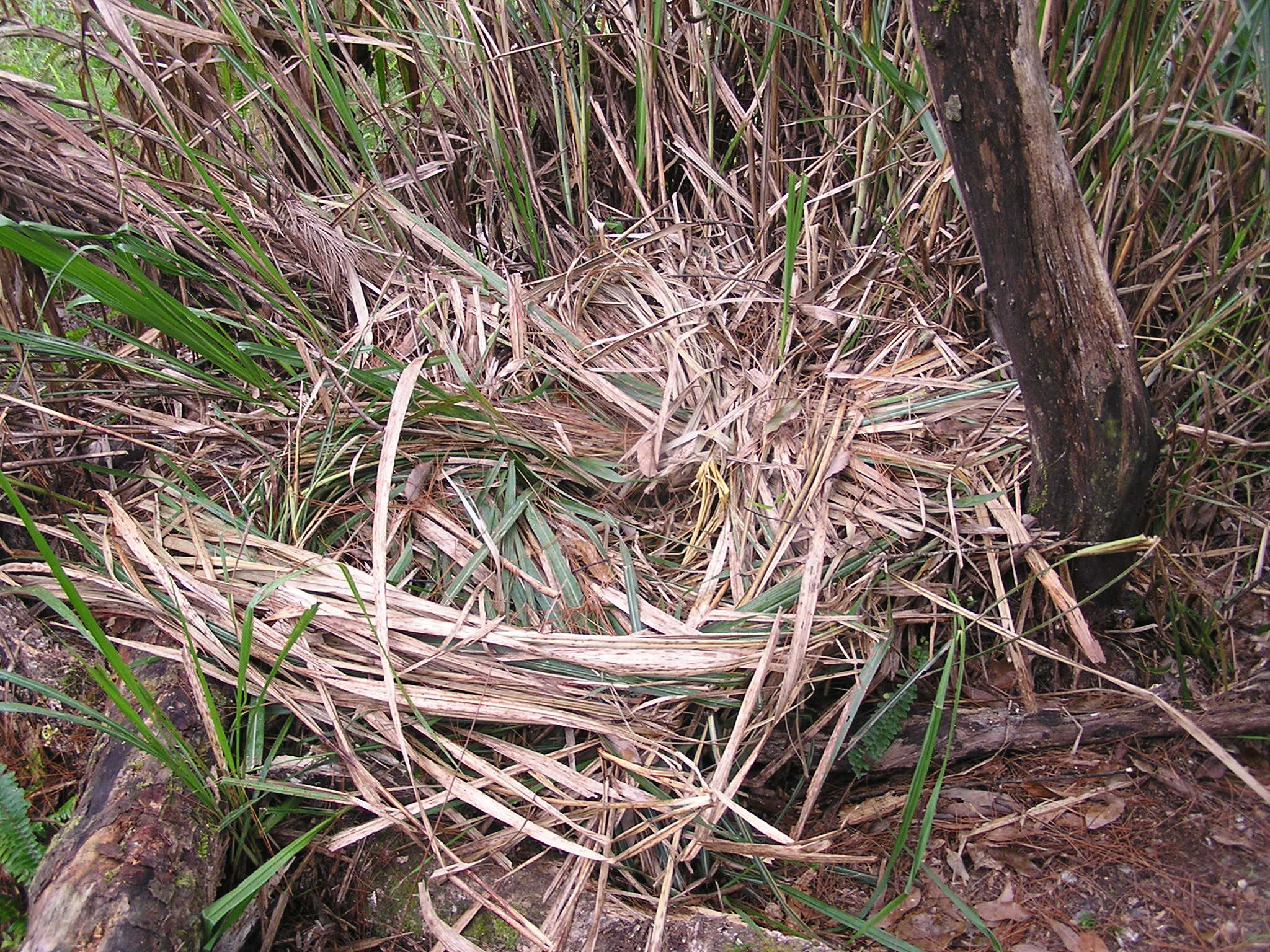
عش صنعه دب الأسود الفرموزي
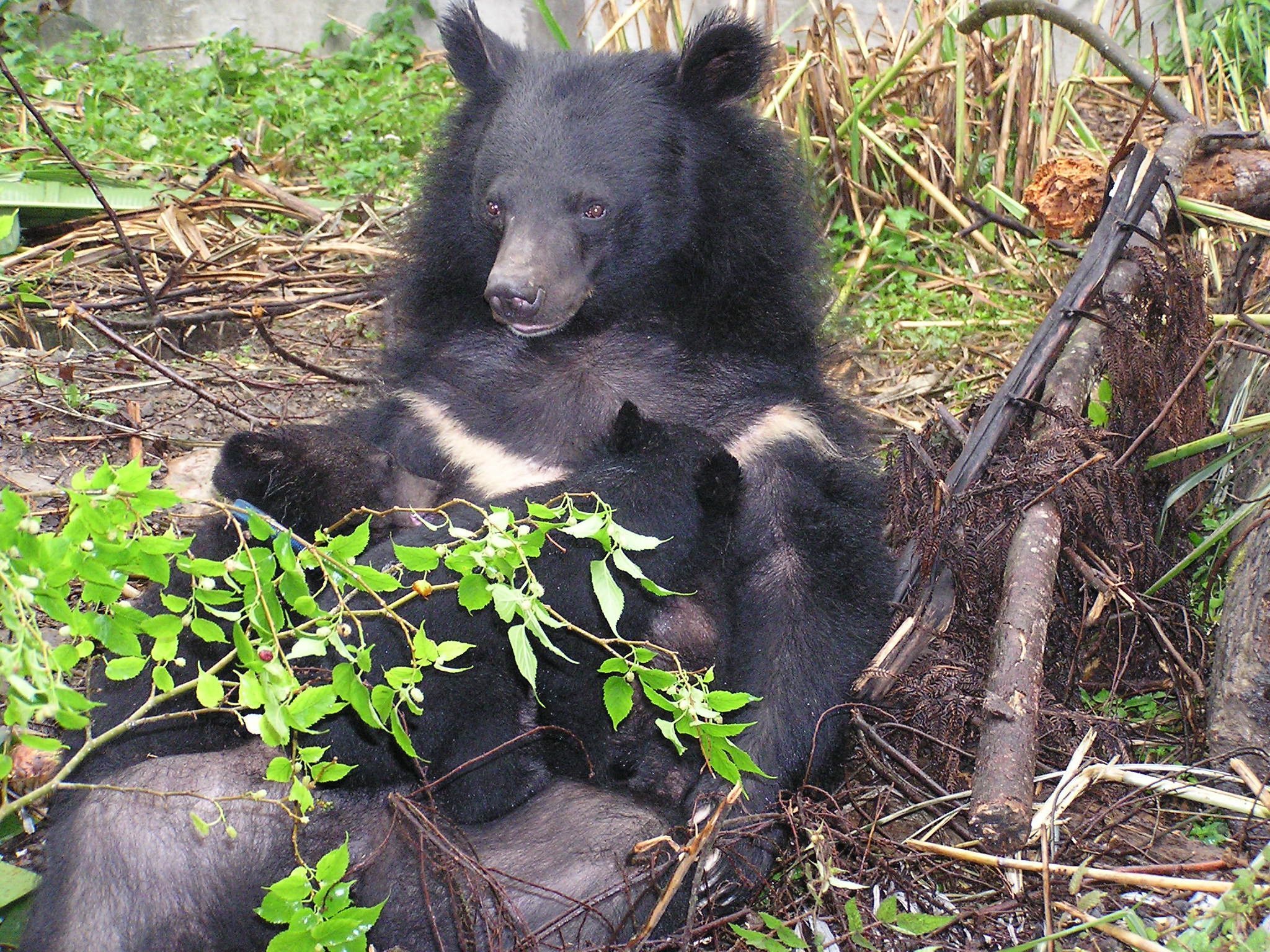
أم تحمل صغارها
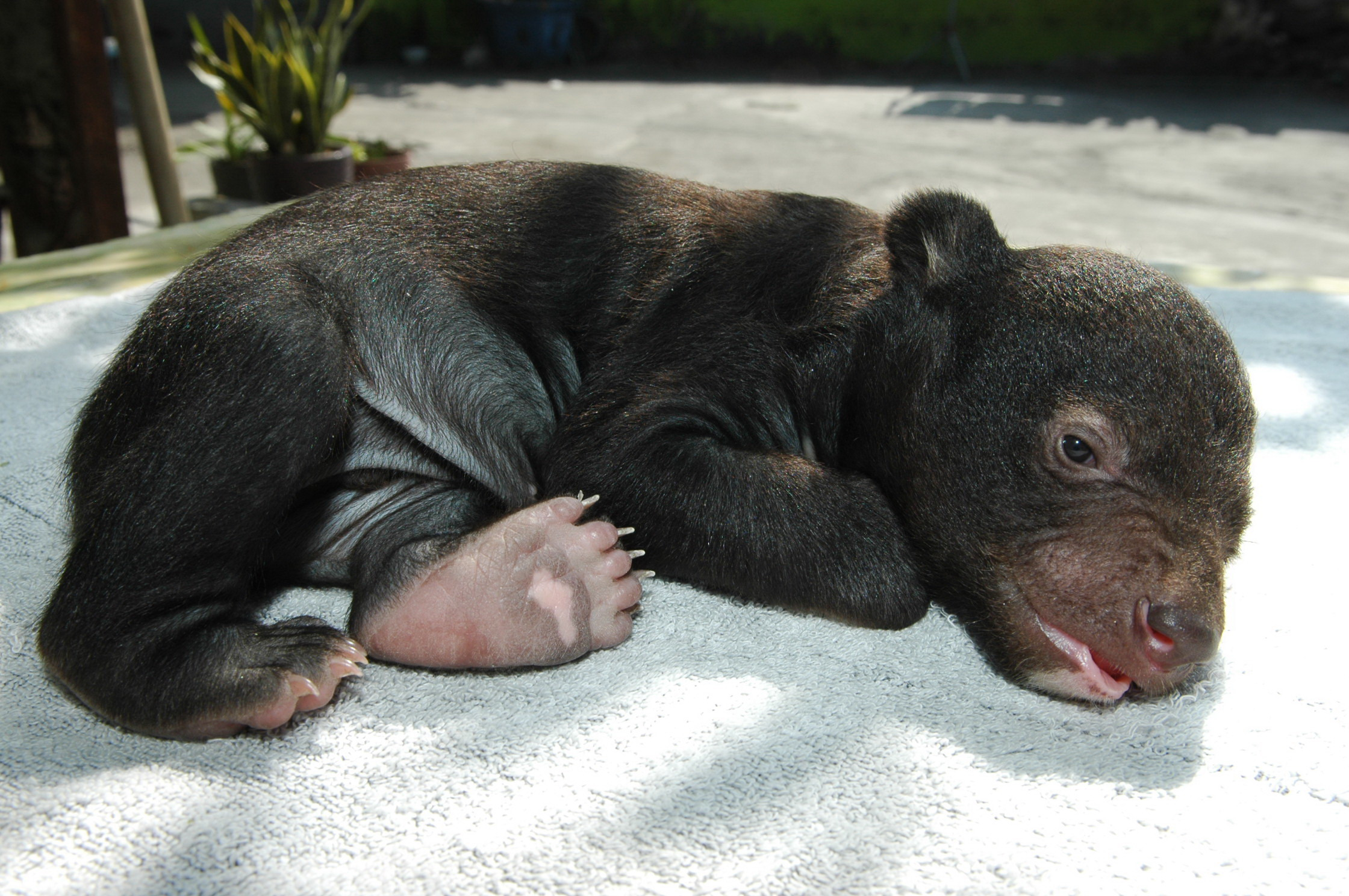
صغير الدب 44 يوم
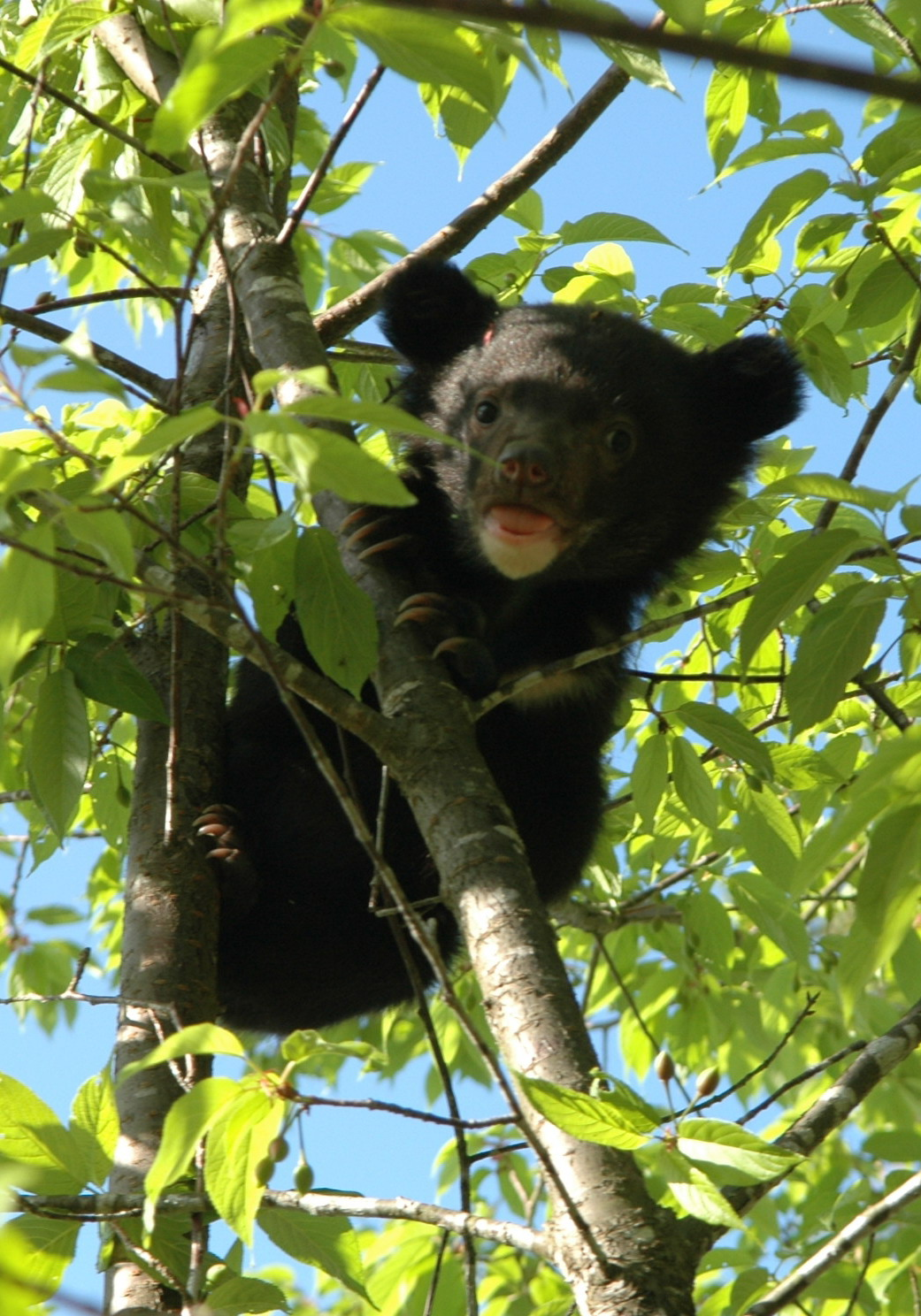
دب تتسلق شجرة

- كباقي الحيوانات الانفرادية، لاتبقى الدببة الفرموزية في ملاجئ ثابتة، ماعدا الإناث عند مرحلة التكاثر، وتبقى الذكور مع الإناث لأيام ثم ترحل وتعود لحياتها الانفرادية، والإناث تصل إلى مرحلة النضج الجنسي في سن 3-4 والذكور تصل إلى مرحلة النضج الجنسي في سن 4-5، وعادة بعد عام واحد من الإناث. التزاوج هو عادة بين شهري يونيو-أغسطس. والحمل يمكن أن يستمر ل6-7 أشهر. وهكذا الإناث البرية عادة ما يحصل الولادة بين ديسمبر وشباط / فبراير التالي.عادة يحصل على 3 صغار وسيتم رعايتها من قبل الأم لمدة ستة أشهر عندما تكون قوية بما يكفي لمغادرة العش الأسري.

## الأنواع المهددة بالانقراض
- من 1998 حتي 2000، ألقي القبض على 15 دب فرموزي أسود في حديقة الوطنية يوشان، والتي أنذرت بأن هذه الحيوانات قليلة ولا أحد يعرف بالضبط كم منهم لا تزال موجودة. رغم أنها من الحيوانات المحمية قانة نيا سنة 1989، ولكن الصيد غير المشروع لا يزال ينتهك هذه القوانين، على سبيل المثال، كان ثمانية من الدببة الخمسة العشر المأسورة كانت مفقودة الاصابع الناجمة عن الفخاخ غير المشروعة.
- منذ عام 1989، تم إدراج الدببة الفرموزية السوداء من الحيوانات المهددة بالانقراض والتي يحميها القانون في تايوان المحافظة على التراث الثقافي. أما على الصعيد الدولي، تم وضع هذه الدببة في الملحق الأول للاتفاقية والتي تحظر جميع التجارة الدولية من أي من المنتجات من هذا النوع. *الدب الأسود الفرموزية أيضا وضع على القائمة الحمراء للإتحاد الدولي لحفظ الطبيعة والموارد الطبيعية) والتي أعلنت أن هذه الدببة عرضة للانقراض.
- في سنة 2009، تم تصوير فيلم من طرف لين يوان يوان (عضو مجموعة الحديقة الوطنية يوشان لحفظ الدببة السوداء) لمساعدة دبة وهي تساعد صغارها على عبور ياتونغوان التاريخية.